# Félix María Rodríguez
Félix María Rodríguez (Córdoba, 1847-íd., 1910) fue un escribano y político argentino.
Nacido en Córdoba, allí desarrolló toda su trayectoria profesional y política.
Durante varios años estuvo a cargo de las escribanías de registro n.º 2 de hacienda (interinamente durante 1880) y n.º 3 de la ciudad de Córdoba, la cual ocupó entre 1886 y 1910. Según el historiador Manuel López Cepeda, Rodríguez fue "legendario fedatario de los clásicos registros notariales de Córdoba", en razón de su larga permanencia a cargo del registro notarial, interviniendo en la elaboración de numerosos documentos privados de la élite cordobesa.
Fue concejal de la ciudad y presidente del Concejo Deliberante. Al producirse la renuncia del intendente Benigno Acosta en noviembre de 1896, Rodríguez se hizo cargo de la municipalidad de manera interina hasta la designación de un reemplazante. Una vez nombrado el sucesor, Rodríguez retornó a la presidencia del órgano deliberativo.
Posteriormente fue elector en la provincia para las elecciones nacionales de 1898, consagrando unánimemente a Julio A. Roca como presidente.